# Шестиловский, Семён Геннадьевич
Семён Геннадьевич Шестиловский (бел. Сямён Генадзевіч Шасцілоўскі; род. 30 мая 1994, Ли́да, Гродненская область) — белорусский футболист, защитник солигорского «Шахтёра».

## Клубная карьера
Воспитанник минского «Динамо». В первой половине выступал за вторую команду минчан в второй лиге, а затем за дубль в турнире дублёров. 27 ноября 2011 года дебютировал за основную команду в чемпионате Беларуси. Главный тренер «Динамо» Сергей Овчинников выпустил Шестиловского в стартовом составе на дерби с «Минском».
В сезоне 2012 года выступал на правах аренды в первой лиге за клуб «Берёза-2010». За новую команду впервые сыграл 21 апреля 2012 года против «Городеи». Шестиловский вышел на поле с первых минут и провёл весь матч. Всего в «Берёзе» защитник провёл три сезона. За это время он принял участие в 45 матчах, в которых забил два мяча.
Первую половину 2015 года провёл в «Динамо», приняв участие в одной игре кубка страны со «Смолевичами». 23 июля футболист отправился в аренду до конца сезона в клуб первой лиги «Городею». Первый матч сыграл 26 июля против «Сморгони». Шестиловский появился на поле на 76-й минуте, а его команда одержала разгромную победу над соперником со счётом 6:1. По итогам сезона «Городея» заняла второе место в турнирной таблице и вышла в высшую лигу. Следующие два сезона провёл также на правах аренды в «Городее».
22 февраля 2018 года подписал двухлетний контракт с «Городеей». В начале сезона 2018 оставался на скамейке запасных, а с июля закрепился в стартовом составе. С июня по август 2019 года не играл из-за травмы, позже вернул себе место в основе.
В сентябре 2020 года перешёл в мозырскую «Славию». В ноябре 2022 года футболист покинул клуб по окончании срока действия контракта.
В декабре 2022 года к футболист проявлял интерес солигорский «Шахтёр». Официально 26 декабря 2022 года футболист перешёл в солигорский клуб. Стал обладателем Суперкубка Беларуси 25 февраля 2023 года, где солигорский клуб одержал победу над «Гомелем».

## Карьера в сборных
Выступал за юношеские сборные Беларуси в отборочных турнирах к чемпионатам Европы. 9 сентября 2013 года дебютировал за молодёжную сборную в матче отборочного турнира к чемпионату Европы против сверстников из Франции. Также в составе молодёжной сборной принимал участие в Кубках Содружества в 2014 и 2015 годах, где становился бронзовым призёром.

## Достижения
«Городея»
- Серебряный призёр Первой лиги Беларуси: 2015

«Шахтёр» (Солигорск)
- Обладатель Суперкубка Беларуси: 2023

Беларусь (до 21)
- Бронзовый призёр Кубка Содружества (2): 2014, 2015

## Клубная статистика
| Выступление        | Выступление      | Выступление      | Лига | Лига | Кубки | Кубки | Конт. кубки | Конт. кубки | Итого | Итого |
| Клуб               | Лига             | Сезон            | Игры | Голы | Игры  | Голы  | Игры        | Голы        | Игры  | Голы  |
| ------------------ | ---------------- | ---------------- | ---- | ---- | ----- | ----- | ----------- | ----------- | ----- | ----- |
| Динамо (Минск)     | Высшая лига      | 2011             | 1    | 0    | 0     | 0     | 0           | 0           | 1     | 0     |
| Динамо (Минск)     | Высшая лига      | 2013             | 0    | 0    | 0     | 0     | 1           | 0           | 1     | 0     |
| Динамо (Минск)     | Высшая лига      | 2015             | 0    | 0    | 1     | 0     | 0           | 0           | 1     | 0     |
| Динамо (Минск)     | Итого            | Итого            | 1    | 0    | 1     | 0     | 1           | 0           | 3     | 0     |
| → Динамо-2 (Минск) | Вторая лига      | 2011             | 10   | 1    | 0     | 0     | 0           | 0           | 10    | 1     |
| → Динамо-2 (Минск) | Итого            | Итого            | 10   | 1    | 0     | 0     | 0           | 0           | 10    | 1     |
| → Берёза-2010      | Первая лига      | 2012             | 19   | 1    | 1     | 0     | 0           | 0           | 20    | 1     |
| → Берёза-2010      | Первая лига      | 2013             | 1    | 0    | 0     | 0     | 0           | 0           | 1     | 0     |
| → Берёза-2010      | Первая лига      | 2014             | 24   | 1    | 0     | 0     | 0           | 0           | 24    | 1     |
| → Берёза-2010      | Итого            | Итого            | 44   | 2    | 1     | 0     | 0           | 0           | 45    | 2     |
| Городея            | Первая лига      | 2015             | 13   | 1    | 1     | 0     | 0           | 0           | 14    | 1     |
| Городея            | Высшая лига      | 2016             | 16   | 0    | 2     | 0     | 0           | 0           | 18    | 0     |
| Городея            | Высшая лига      | 2017             | 15   | 0    | 1     | 0     | 0           | 0           | 16    | 0     |
| Городея            | Высшая лига      | 2018             | 20   | 0    | 2     | 0     | 0           | 0           | 22    | 0     |
| Городея            | Высшая лига      | 2019             | 16   | 0    | 0     | 0     | 0           | 0           | 16    | 0     |
| Городея            | Высшая лига      | 2020             | 19   | 0    | 1     | 0     | 0           | 0           | 20    | 0     |
| Городея            | Итого            | Итого            | 99   | 1    | 7     | 0     | 0           | 0           | 106   | 1     |
| Славия (Мозырь)    | Высшая лига      | 2020             | 5    | 1    | 1     | 0     | 0           | 0           | 6     | 1     |
| Славия (Мозырь)    | Высшая лига      | 2021             | 23   | 0    | 1     | 0     | 0           | 0           | 24    | 0     |
| Славия (Мозырь)    | Итого            | Итого            | 28   | 1    | 2     | 0     | 0           | 0           | 30    | 1     |
| Всего за карьеру   | Всего за карьеру | Всего за карьеру | 182  | 5    | 11    | 0     | 1           | 0           | 194   | 5     |